# Краснодар

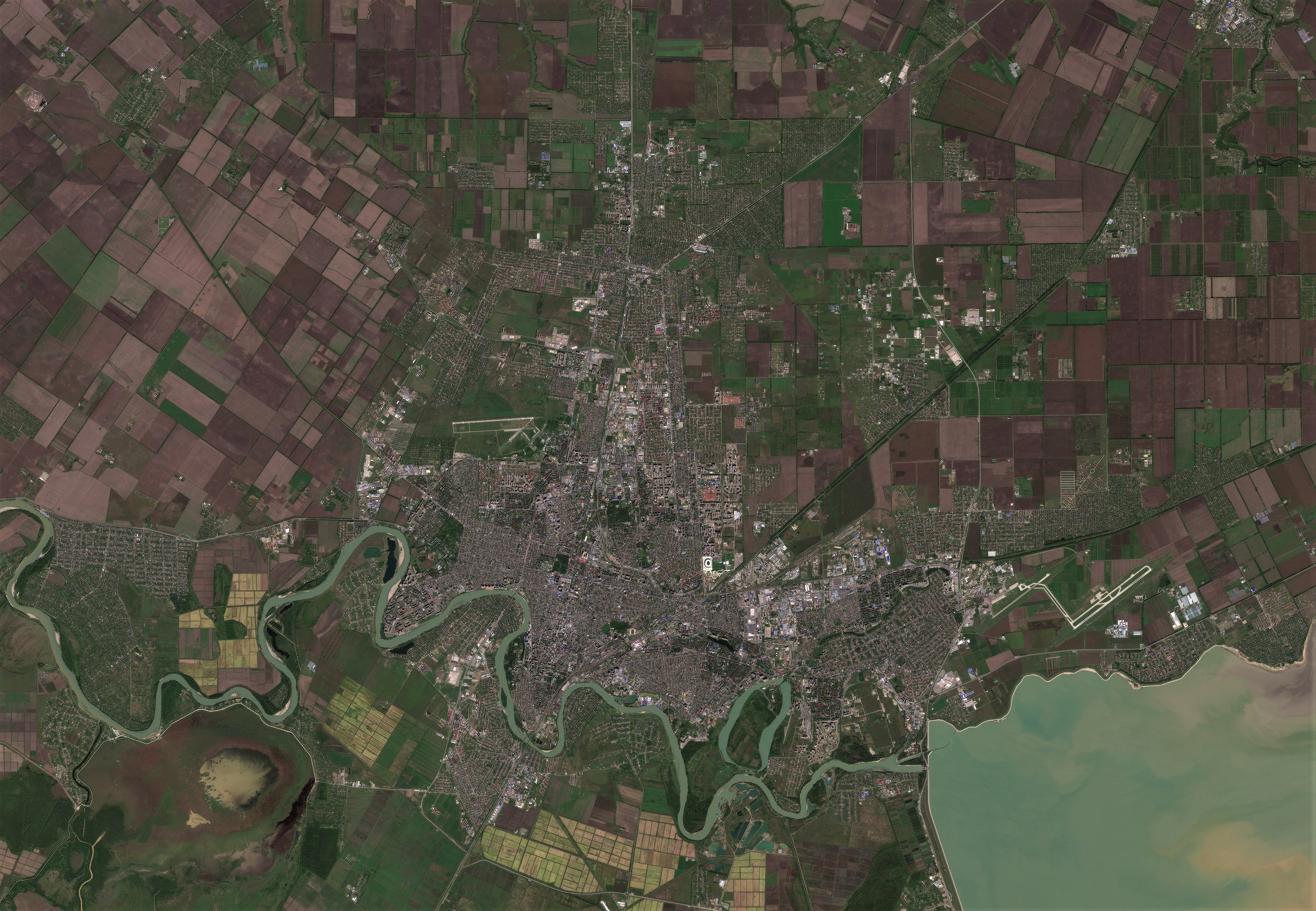
Знімок міста з космосу від 18 вересня 2018 року, зроблений супутником Sentinel-2

Краснода́р (у 1793 році — Нова Січ, у 1793—1920 роках — Катеринодар)[⇨] — місто на півдні Росії, адміністративний центр Краснодарського краю. Історичний центр етнокультурного регіону Кубань[⇨]. Розташоване на правому березі річки Кубань, на межі з Адигеєю. Згідно з даними Всеросійського перепису населення 2021 року в місті жило 1 099 344 особи (13-е місце в Росії), з підпорядкованими сільськими населеними пунктами — 1 204 878 осіб. Станом на 1 січня 2025 налічується 1 154 885 мешканців саме в місті (10-е місце в Росії) та 1 262 725 осіб разом із підпорядкованими населеними пунктами[⇨]. Краснодарська агломерація налічує понад 1,7 мільйона людей[⇨].
Великий економічний[⇨] і культурний[⇨] центр Північного Кавказу й Південного федерального округу. Неофіційно називається «столицею Кубані», а також «південною столицею Росії».

## Назви
Засноване козаками як Нова Січ, згодом до 1920 місто називалося Катеринодаром (Єкатеринодаром) на честь імператриці Катерини II, після більшовицької окупації було перейменоване на Краснодар (від рос. красный — червоний) на честь Червоної армії.

## Клімат
| Клімат Краснодара               | Клімат Краснодара | Клімат Краснодара | Клімат Краснодара | Клімат Краснодара | Клімат Краснодара | Клімат Краснодара | Клімат Краснодара | Клімат Краснодара | Клімат Краснодара | Клімат Краснодара | Клімат Краснодара | Клімат Краснодара | Клімат Краснодара |
| Показник                        | Січ.              | Лют.              | Бер.              | Квіт.             | Трав.             | Черв.             | Лип.              | Серп.             | Вер.              | Жовт.             | Лист.             | Груд.             | Рік               |
| Абсолютний максимум, °C         | 20,8              | 23,1              | 28,5              | 34,7              | 35,1              | 39,3              | 40,7              | 40                | 38,5              | 33,9              | 28,5              | 23                | 40,7              |
| Середній максимум, °C           | 4,5               | 6,7               | 11,8              | 18,6              | 23,9              | 28,2              | 31,1              | 31,4              | 25,6              | 19                | 11,2              | 6,4               | 18,2              |
| Середня температура, °C         | 0,8               | 1,9               | 6,5               | 12,4              | 17,9              | 22,2              | 24,9              | 24,7              | 19,2              | 12,9              | 6,3               | 2,4               | 12,7              |
| Середній мінімум, °C            | −1,9              | −1,5              | 2,7               | 7,4               | 12,9              | 17                | 19,4              | 18,9              | 13,8              | 8,4               | 2,9               | −0,4              | 8,3               |
| Абсолютний мінімум, °C          | −32,9             | −29,8             | −25,5             | −5,6              | −1,2              | 4,2               | 9,5               | 3,9               | −2,2              | −9,9              | −20,4             | −27,6             | −32,9             |
| Норма опадів, мм                | 65                | 53                | 65                | 49                | 65                | 80                | 66                | 41                | 51                | 61                | 66                | 69                | 730               |
| ------------------------------- | ----------------- | ----------------- | ----------------- | ----------------- | ----------------- | ----------------- | ----------------- | ----------------- | ----------------- | ----------------- | ----------------- | ----------------- | ----------------- |
| Джерело: Погода та клімат(рос.) |                   |                   |                   |                   |                   |                   |                   |                   |                   |                   |                   |                   |                   |

## Історія

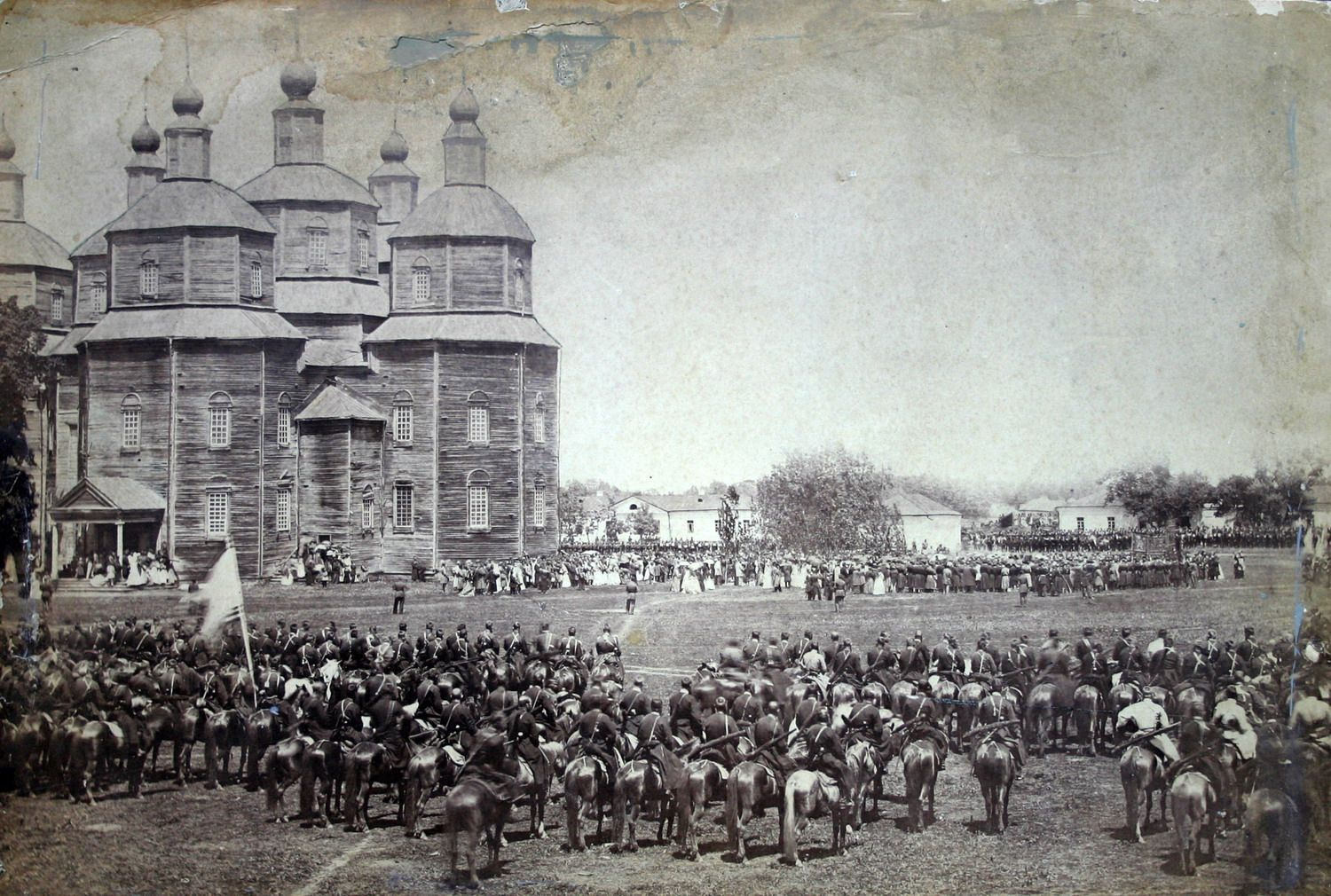
1868 рік

Засноване в 1793 переселеними на Кубань після приєднання Західного Передкавказзя до Росії чорноморськими козаками (запорожцями) як військовий табір, а пізніше фортеця. З 1860 — адміністративний центр Кубанської області. Статус міста отримало в 1867. Після проведення в 1870–1880-х роках залізниці на Північному Кавказі (Тихорєцьк — Єкатеринодар — Новоросійськ) місто перетворилося на великий торговельно-промисловий і транспортний центр регіону.
1901 року в Катеринодарі було створено місцевий осередок Революційної української партії, активну участь у діяльності якого брав Симон Петлюра під час свого перебування на Кубані в 1902—1904 роках. У 1918–1920 роках місто було столицею Самостійної Кубанської Народної Республіки, Півдня Росії та Південно-Східного Союзу.

## Населення

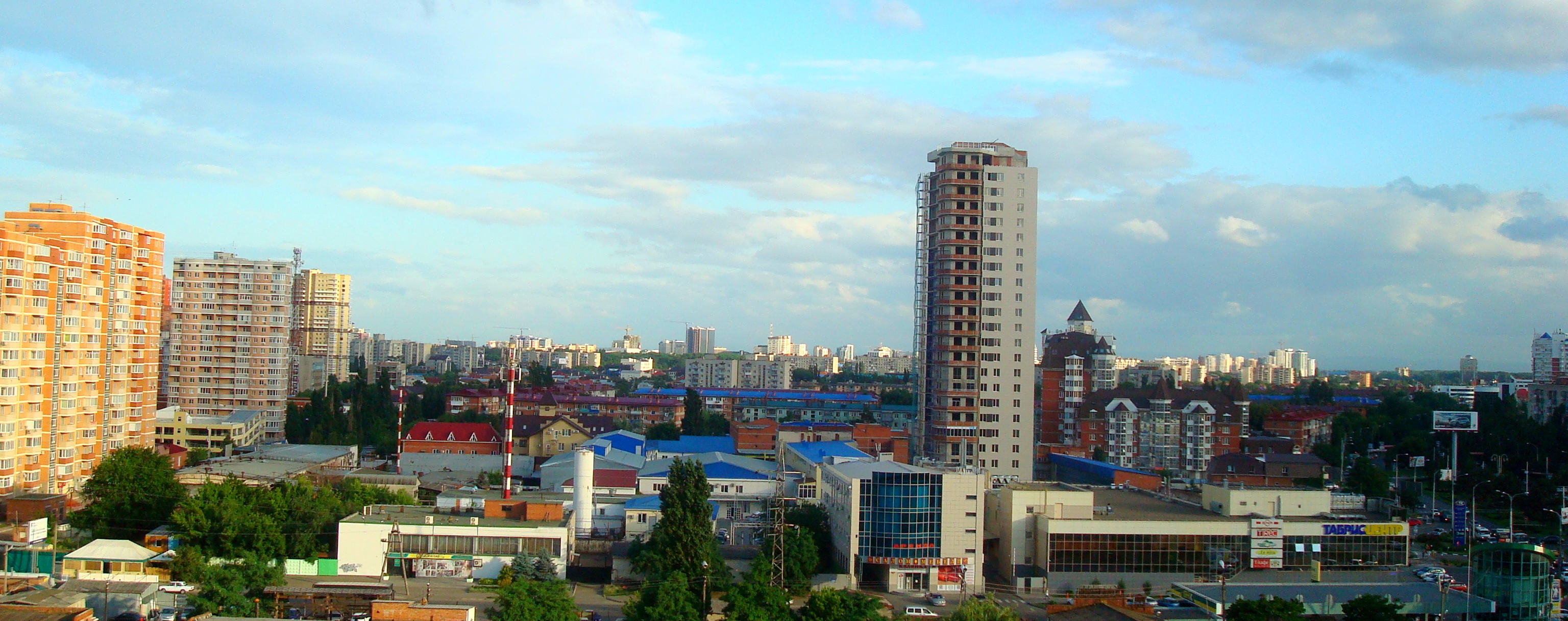
Вид на Краснодар із вулиці Тургенєва

### Демографічна історія
За переписом 1897 року в місті проживало 65 606 осіб (34 494 чоловіки та 31 112 жінок). За переписом 1926 року мешкало вже 161 843 особи (78 495 чоловіків та 83 348 жінок).
| Мова       | Осіб   | %       |
| ---------- | ------ | ------- |
| Російська  | 34 684 | 52,87 % |
| Українська | 25 112 | 38,28 % |
| Вірменська | 1 834  | 2,80 %  |
| Польська   | 674    | 1,03 %  |
| Грецька    | 550    | 0,84 %  |
| Єврейська  | 511    | 0,78 %  |
| Німецька   | 501    | 0,76 %  |
| Мордовська | 325    | 0,50 %  |
| Білоруська | 289    | 0,44 %  |
| Інші       | 1 126  | 1,72 %  |
| Загалом    | 65 606 | 100 %   |

| Народ    | Осіб    | %       |
| -------- | ------- | ------- |
| Росіяни  | 82 818  | 51,17 % |
| Українці | 48 511  | 29,97 % |
| Вірмени  | 12 463  | 7,70 %  |
| Білоруси | 2 948   | 1,82 %  |
| Євреї    | 1 746   | 1,08 %  |
| Поляки   | 1 316   | 0,81 %  |
| Німці    | 1 105   | 0,68 %  |
| Греки    | 1 007   | 0,62 %  |
| Інші     | 9 929   | 6,14 %  |
| Загалом  | 161 843 | 100 %   |

### Сучасність
Населення міста за даними перепису 2010 року становило 744,9 тис. жителів, із підпорядкованими населеними пунктами — 832,6 тис. осіб, із них 337,9 тис. чоловіків і 407 тис. жінок. Чисельність населення за оціночними даними на 1 січня 2013 сягала 784 тис. мешканців, із підпорядкованими населеними пунктами — 871,2 тис. осіб.
22 вересня 2018 року було офіційно оголошено, що чисельність населення міста (без підпорядкованих сільських населених пунктів) сягнула позначки в 1 млн людей. За даними перепису 2021 року населення міста складало 1,1 млн мешканців, із підпорядкованими сільськими населеними пунктами — 1,205 млн осіб. Станом на 1 січня 2025 налічується 1 154 885 мешканців саме в місті та 1 262 725 осіб разом із підпорядкованими населеними пунктами.

### Агломерація
Краснодарська агломерація впродовж тривалого часу була однією з кількох мільйонних в Росії при місті-немільйонері. Чисельність її населення оцінювалася від 1,05 до 1,34 млн осіб. Характерною рисою агломерації є майже виключно сільський характер приміської зони, адже навколо Краснодара на відстані 30—40 км у межах Краснодарського краю немає інших міст (хоча є дуже великі за російськими мірками сільські поселення-станиці): найближчим у межах краю є Гарячий Ключ на відстані 45—50 км. За даними перепису 2021 року агломерація налічує понад 1,7 мільйона людей.

## Економіка

### Промисловість
У 2007, відвантажено товарів і виконано послуг підприємствами, зайнятими виробництвом і розподілом електроенергії, газу і води, на суму 33,9 мільярди карбованців. Підприємствами, зайнятими оброблюючим виробництвом, відвантажено товарів і виконано послуг на суму 33,1 мільярди карбованців. Машинобудування і приладобудування є одними з найбільш динамічно розвиваючихся видів промислової діяльності. У місті діють такі провідні промислові підприємства:
- Верстатобудування — Завод «Седін»
- Сільськогосподарське машинобудування — Краснодарсільмаш (завод зі складання німецьких комбайнів CLAAS)
- Хімічна промисловість — належить ВАТ «НК РуссНефть» Краснодарський НПЗ
- Енергетика — Краснодарська ТЕЦ (648 МВт)
- Металургія, приладобудування, переробка сільгосппродукції тощо.
- Машинобудування — ВАТ «Компрессорный завод».

### Транспорт
Краснодар — важливий транспортний і транзитний вузол півдня Росії. Через місто проходить автомагістраль федерального значення М4 «Дон», бере початок — М29 «Кавказ». Також планується будівництво платної автотраси Краснодар-Абінськ-Кабардинка.
У місті — великий вузол залізниць:
- Краснодар-1
- Краснодар-2
- Краснодар-Сортувальний

Тут сходяться 5 напрямків Північно-Кавказької залізниці (одноколійні на Елісту, Новоросійськ; і двоколійні на Ростов-на-Дону, Сочі, Волгоград).
Повітряні перевезення забезпечуються міжнародним аеропортом Пашківський, який розташовано на сході міста.
У південній частині міста діє річковий вантажний порт на річці Кубань.
Місто відокремлено річкою Кубань від районів Республіки Адигея. Через річку наведено три мости (Яблуновський міст, Тургенівський міст, залізничний (є проїзд греблею Краснодарського водосховища)) планується перекинути ще два.

#### Міський транспорт
У місті діє:
- тролейбус
- трамвай
- автобус
- маршрутне таксі

### Будівництво

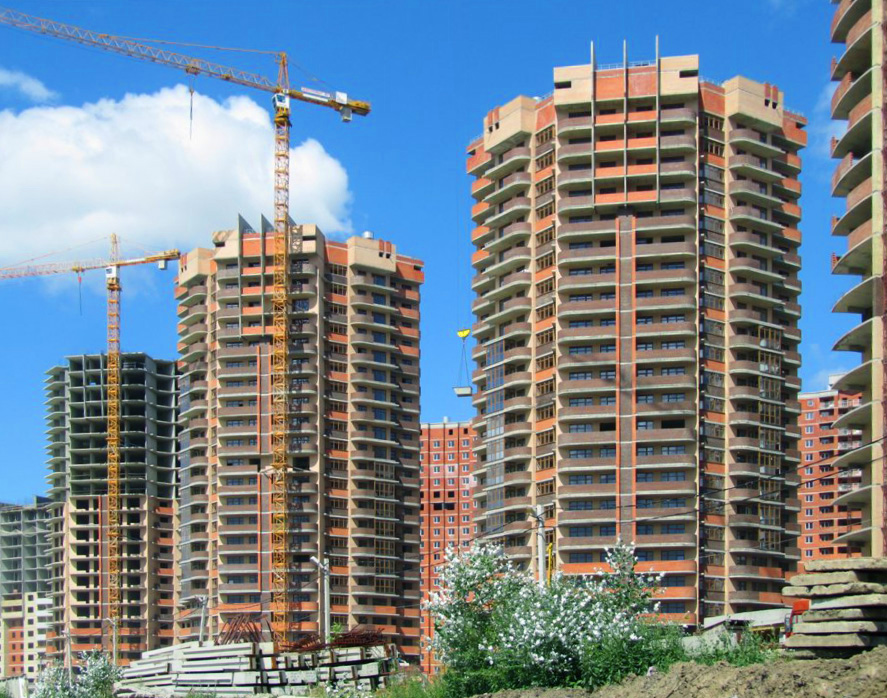
Будівництво. 2011 рік

У місті працюють наступні провідні будівельні компанії:
- Будівельно-інвестиційнна корпорація «Девелопмент-Юг»
- ЗАТ «Кубанская Марка»
- ТОВ «Нефтестройиндустрия-Юг»
- ТОВ «ТеплоСтройСервис»
- ЗАТ «РЕНОВА-Строй-Групп»
- ТОВ «Европа Инвест»
- ЗАТ «СУ Краснодарстрой»
- ТОВ «КубаньСтройИндустрия»
- ТОВ «Стройнефтегаз»
- ТОВ «Центр—Югжилпромстрой»

### Проектні організації
В місті діють такі провідні проектні організації:
- ТОВ «НК „Роснефть“-НТЦ»
- ЗАТ «НИПИ „ИнжГео“»
- ВАТ «НИПИгазпереработка»
- ВАТ ТИЖГП «Краснодаргражданпроект»
- ТОВ «Градоресурс»
- ЗАТ «Краснодарстрой»
- ТОВ «КубаньСтройИндустрия»
- ТОВ «Нефтестройиндустрия-Юг»
- ТОВ «ТеплоСтройСервис»

## Освіта й культура
Краснодар — великий освітній центр.
В місті розташовані такі вищі навчальні заклади:
- Кубанський державний університет
- Кубанський державний аграрний університет
- Кубанський державний технологічний університет
- Краснодарський університет культури і мистецтва
- Кубанський державний медичний університет
- Краснодарський інститут фізичної культури
- Краснодарський юридичний інститут МВС.

В місті діють різноманітні культурні заклади: театри (драми, музичний, молодіжний, ляльок), філармонія, цирк, історико-археологічний і художній музеї.

## Спорт

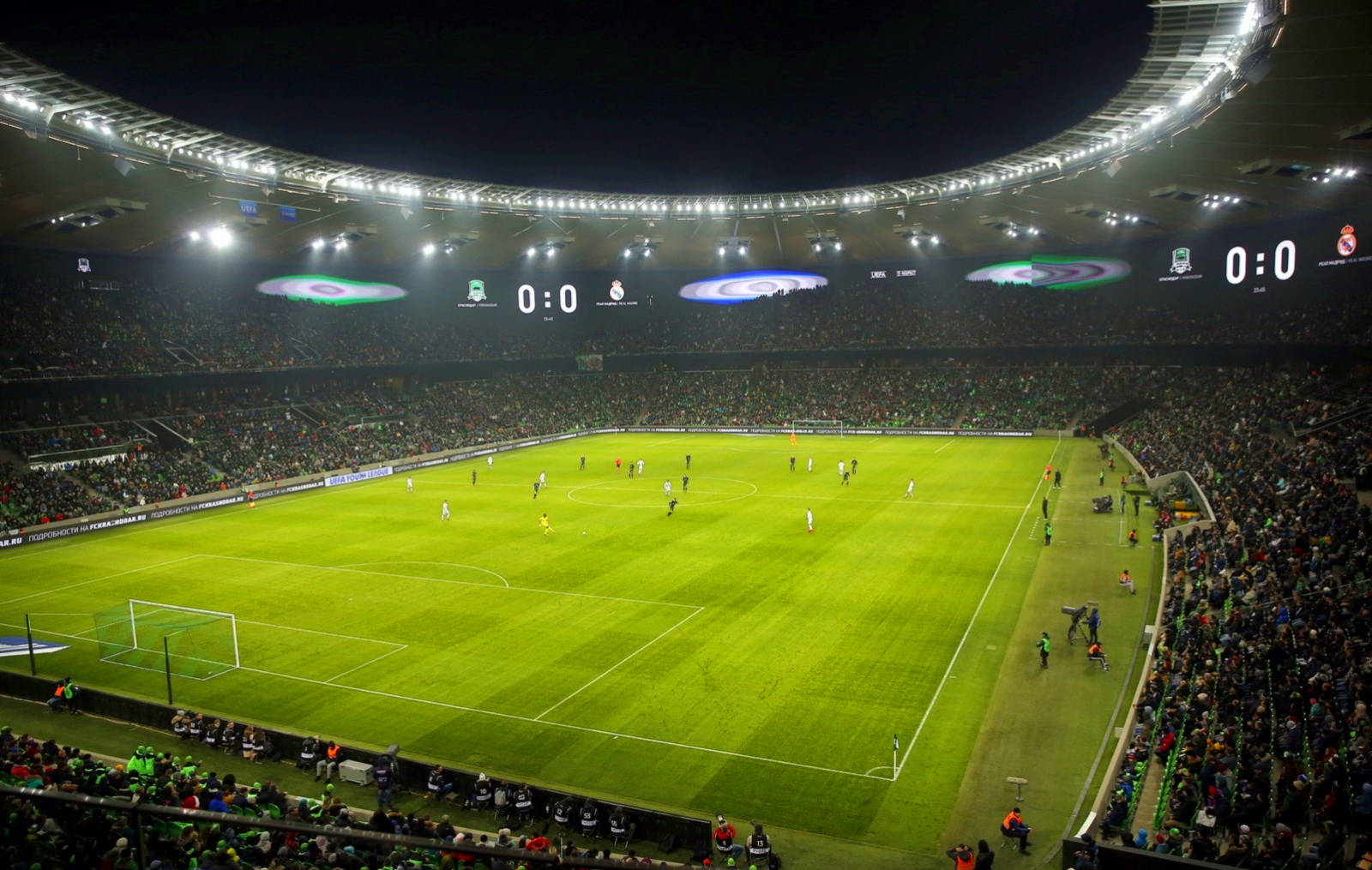
Стадіон ФК «Краснодар»

Місто представляє низка професійних клубів у різних видах спорту:
- Баскетбольний клуб «Локомотив-Кубань» (Професійна Баскетбольна Ліга).
- Жіночий волейбольний клуб «Динамо» (Суперліга).
- Чоловічий волейбольний клуб «Динамо» (Суперліга).
- Гандбольний клуб «СКІФ» (Суперліга).
- Жіночий гандбольний клуб «Кубань» (Суперліга).
- Регбійний клуб «Кубань» (Суперліга по регбі-7).
- Жіночий футбольний клуб «Кубаночка» (Вищий дивізіон).
- Футбольний клуб «Краснодар» (Прем'єр-ліга).
- Футбольний клуб «Урожай» (Другий дивізіон).

### Колишні клуби
- Футбольний клуб «Кубань».
- Хокейний клуб «Кубань».

## Архітектура

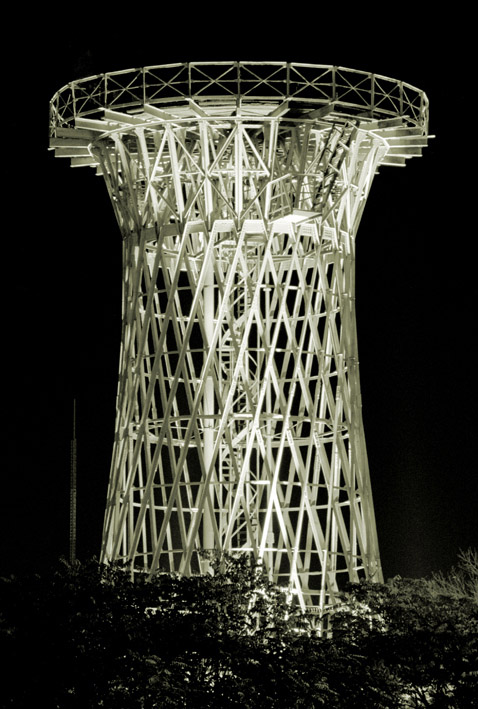
Шуховська башта в Краснодарі

У Краснодарі розташований унікальний пам'ятник архітектури — одна з перших у світі гіперболоїдних конструкцій — сталева ажурна сітчаста башта дивовижної краси. Гіперболоїдна водонапірна башта побудована за проектом інженера і вченого Володимира Григоровича Шухова. Таких башт в Росії залишилося всього 7 з понад двохсот, побудованих В. Р. Шуховим. Найвідоміша — Шуховська башта на Шаболовці в Москві. Гіперболоїдні конструкції згодом будували багато відомих архітекторів: Гауді, Ле Корбюзье, Оскар Німейер.

## Відомі люди
- Вовкоріз Данило Савинович (1767—1824) — перший міський голова м. Єкатеринодар
- Жарко Яків Васильович (1861—1933) — український письменник і актор
- Шпрингфельд Павло Олександрович (1912—1971) — російський радянський актор
- Прокопець Георгій Мефодійович (1922—2001) — радянський і український художник
- Рубежанський Анатолій Федорович (1924—2000) — радянський і український фахівець судової медицини
- Малиновський Юрій Петрович (1926—2006) — радянський, український і російський кінооператор
- Гневишев Мстислав Миколайович (1914—1992) — російський радянський астроном
- Ходжашвілі Ольга Георгіївна — радянська й українська сценаристка
- Ерастов Степан Іванович — член Української Центральної Ради
- Луб'яний Володимир Якович (1926—1991) — український радянський співак (бас), народний артист УРСР (1972)
- Дмитрієв Георгій Петрович (1942—2016) — радянський і російський композитор
- Соболєв Єгор Вікторович — український журналіст, політик, програміст
- Джапарова Еміне Айяровна — українська кримськотатарська політична та державна діячка, журналістка

## Міста-побратими
- Карлсруе, Німеччина
- Таллахассі, США
- Бургас, Болгарія
- Харбін, Китай
- Феррара, Італія
- Вельс, Австрія

## Галерея

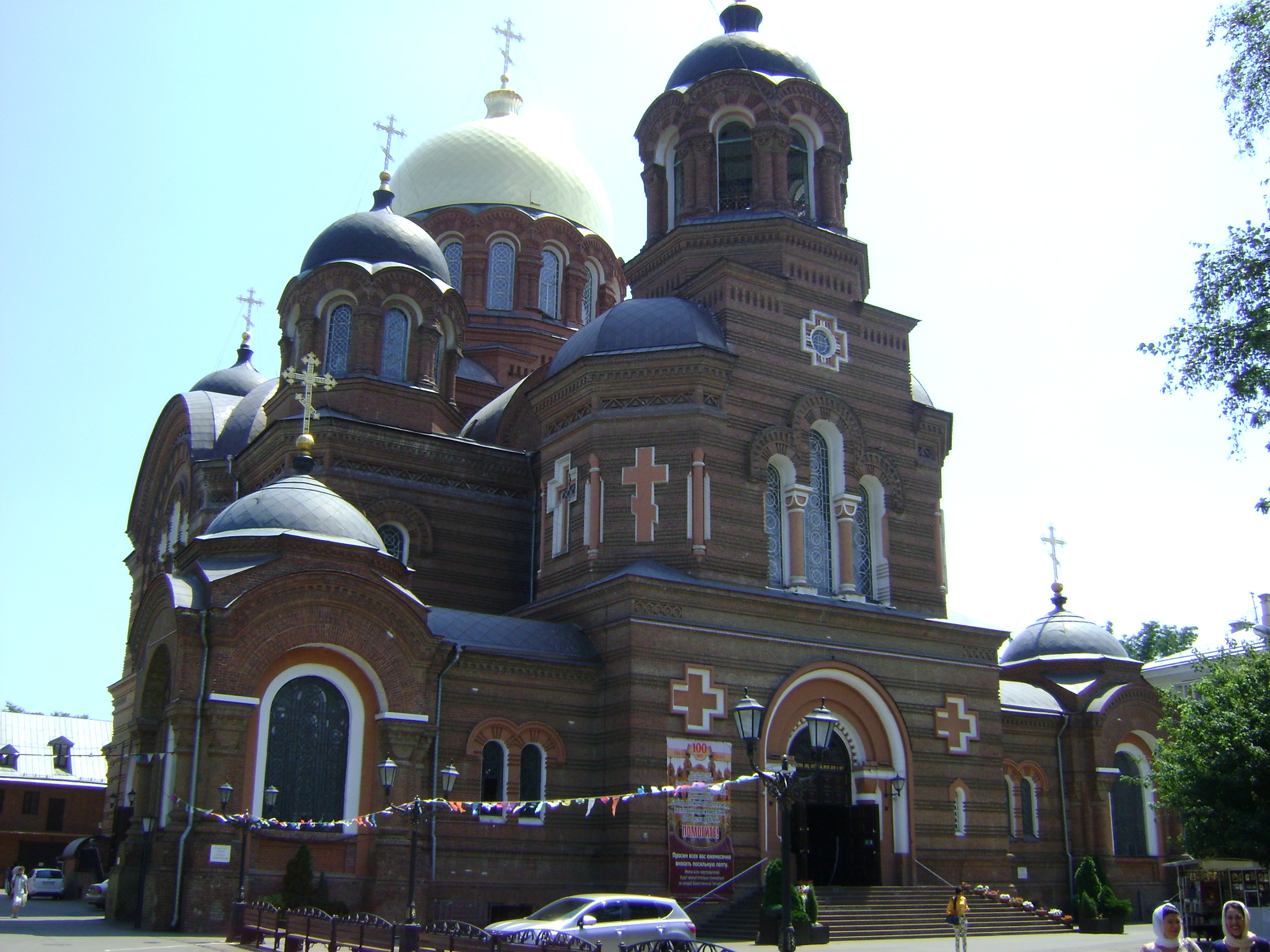
Катерининський собор
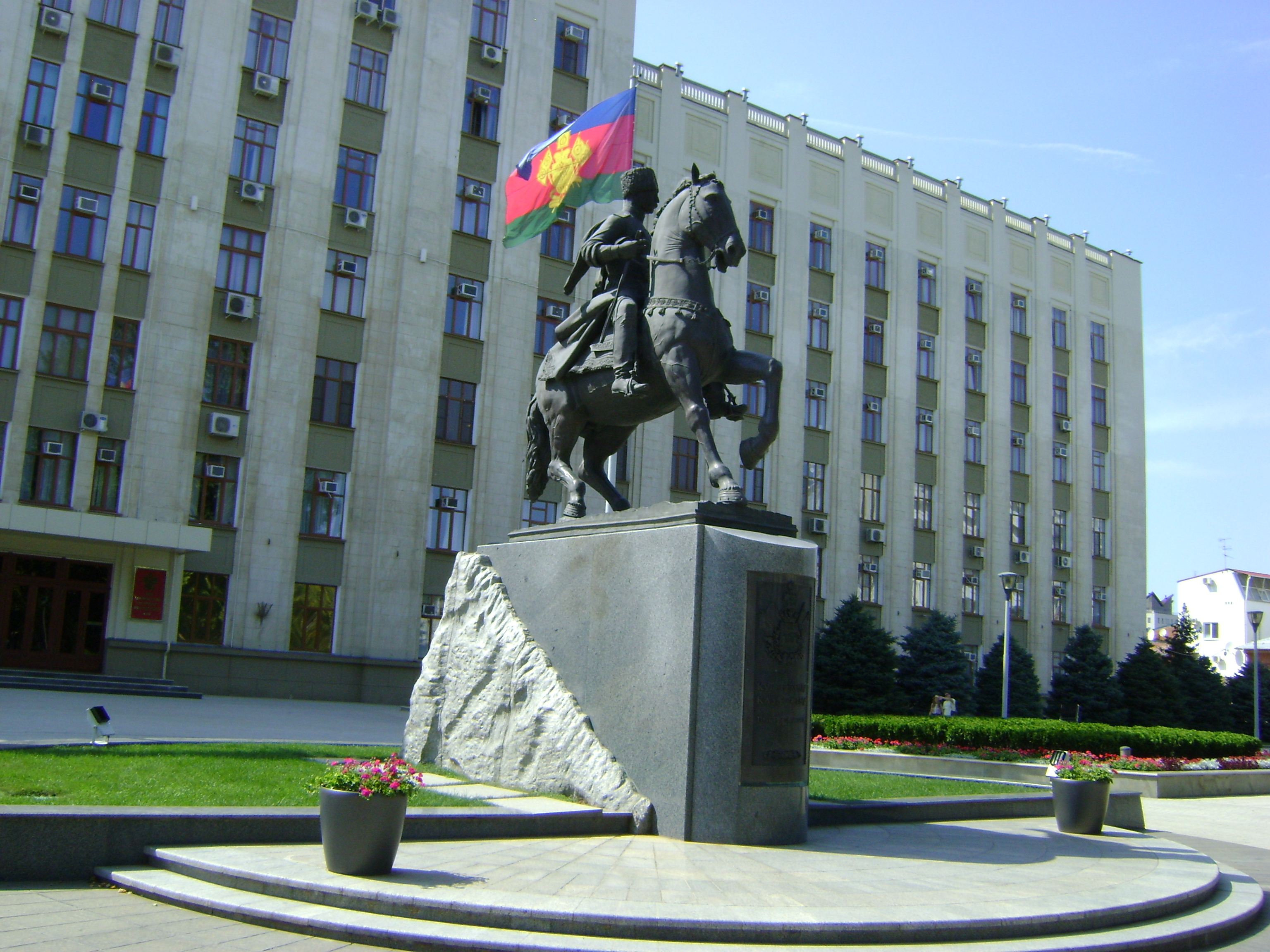
Пам'ятник кубанським козакам
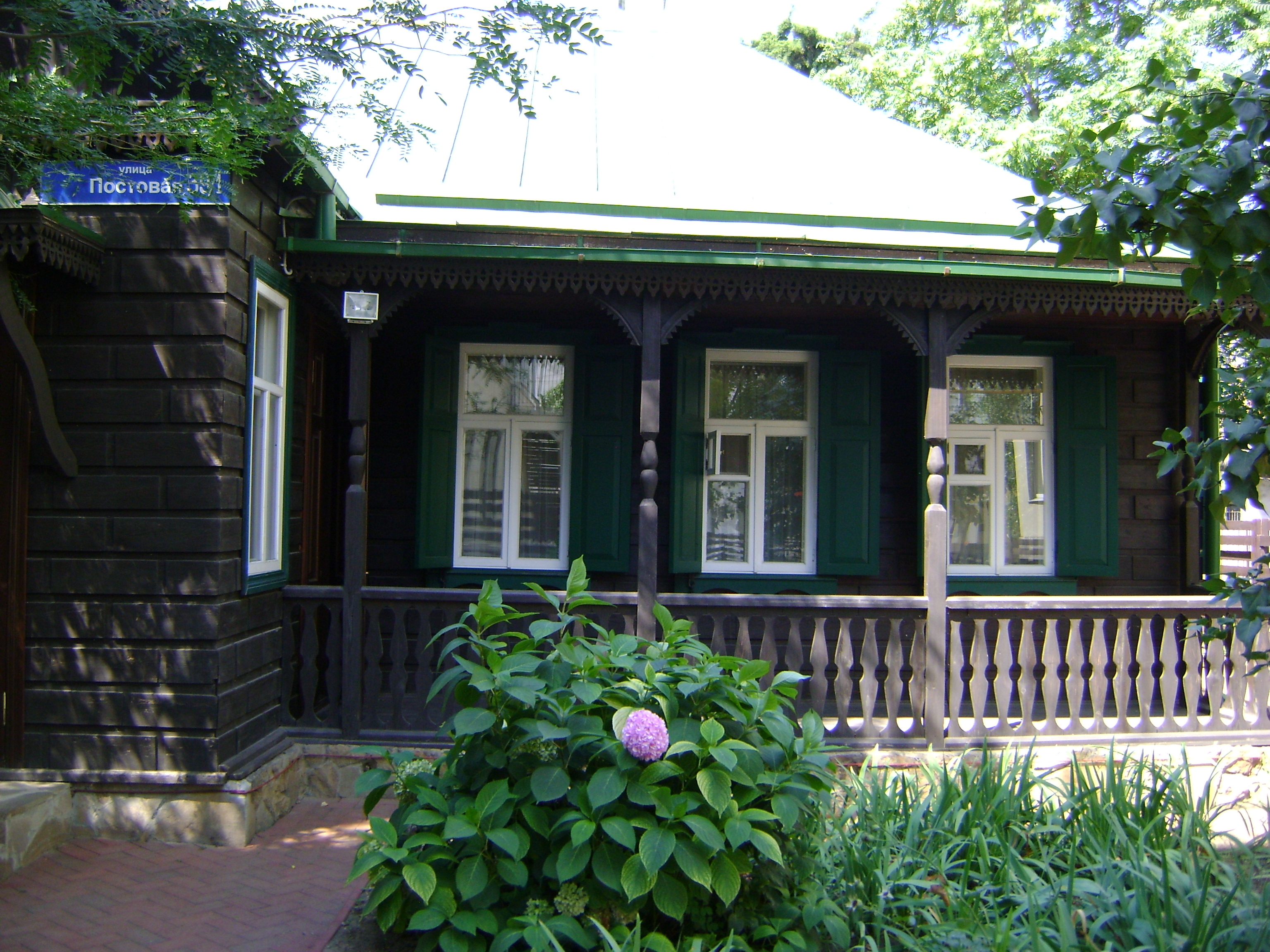
Хата Якова Кухаренка
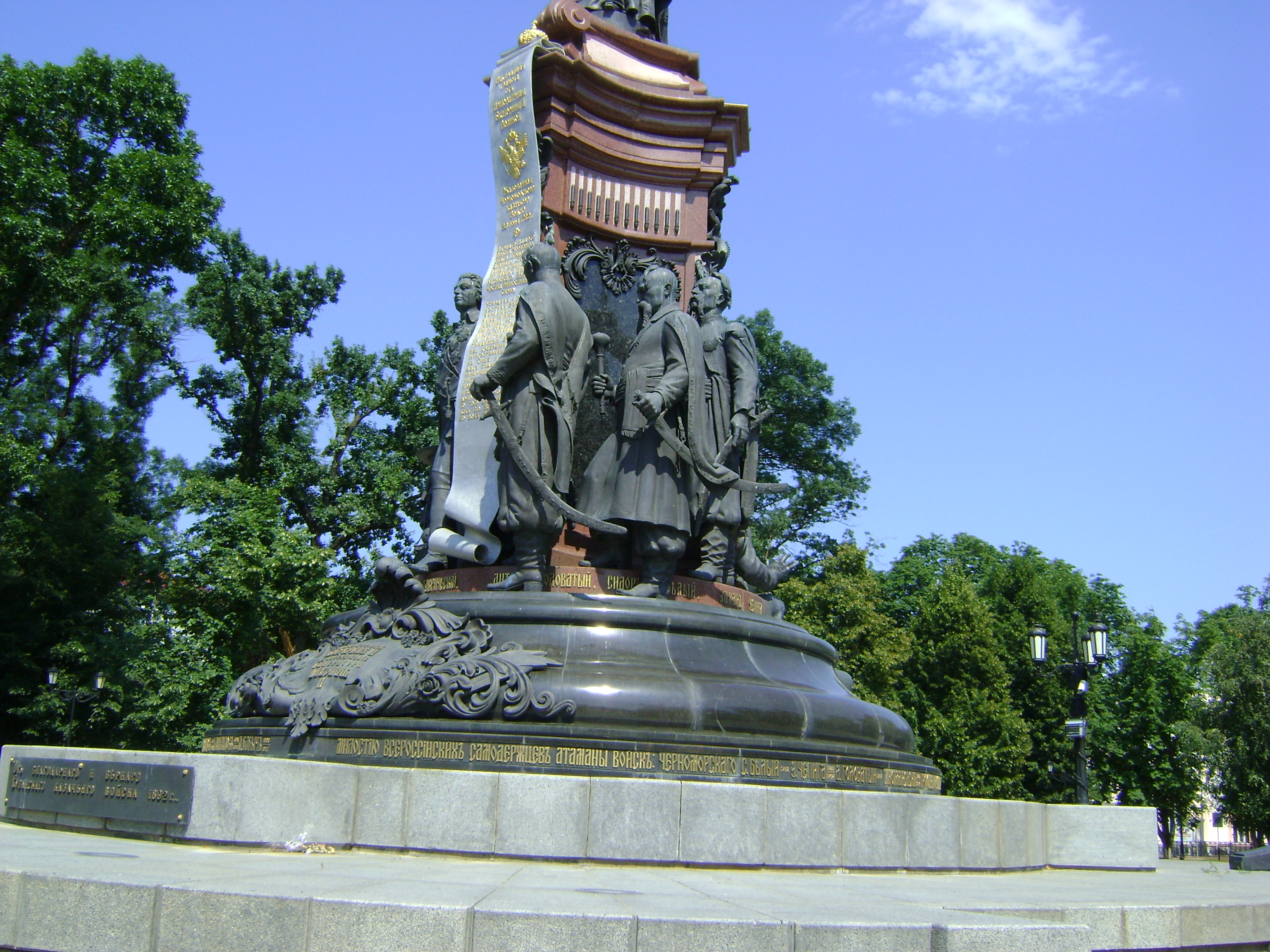
Отамани Чепіга, Білий і Головатий на пам'ятнику Катерині II
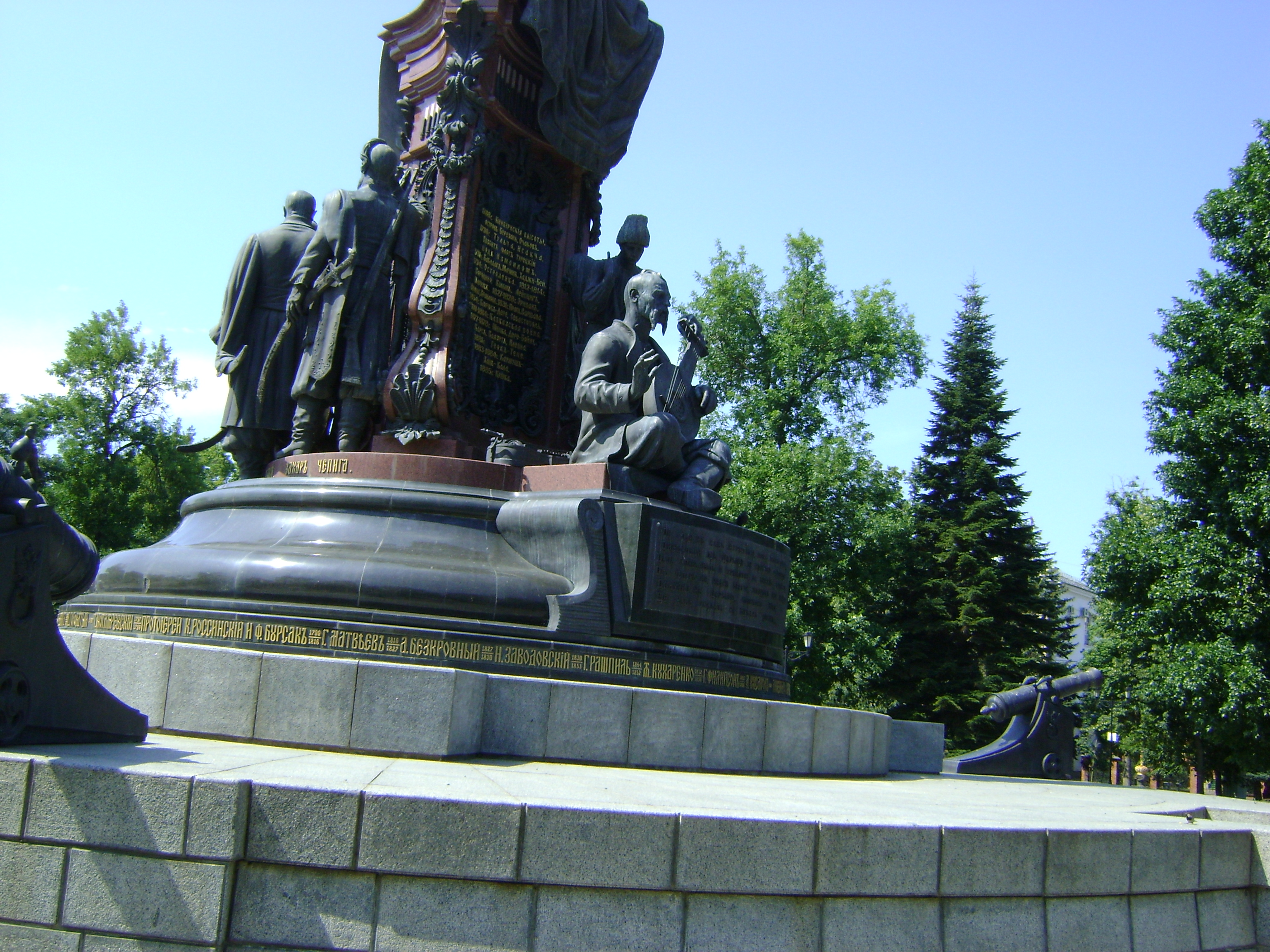
Кобзар і хлопчик-поводир з пам'ятника
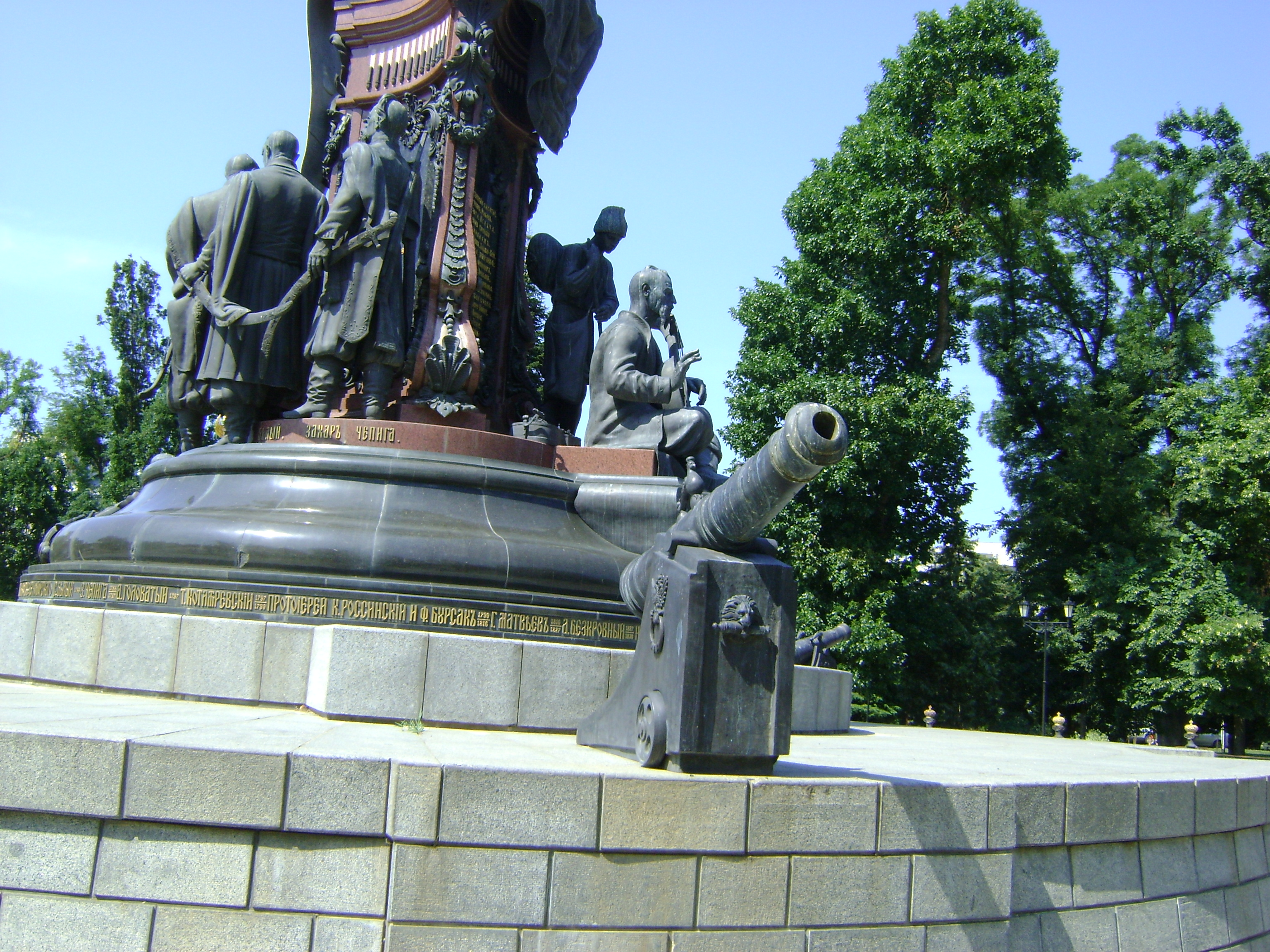
Українська композиція пам'ятника
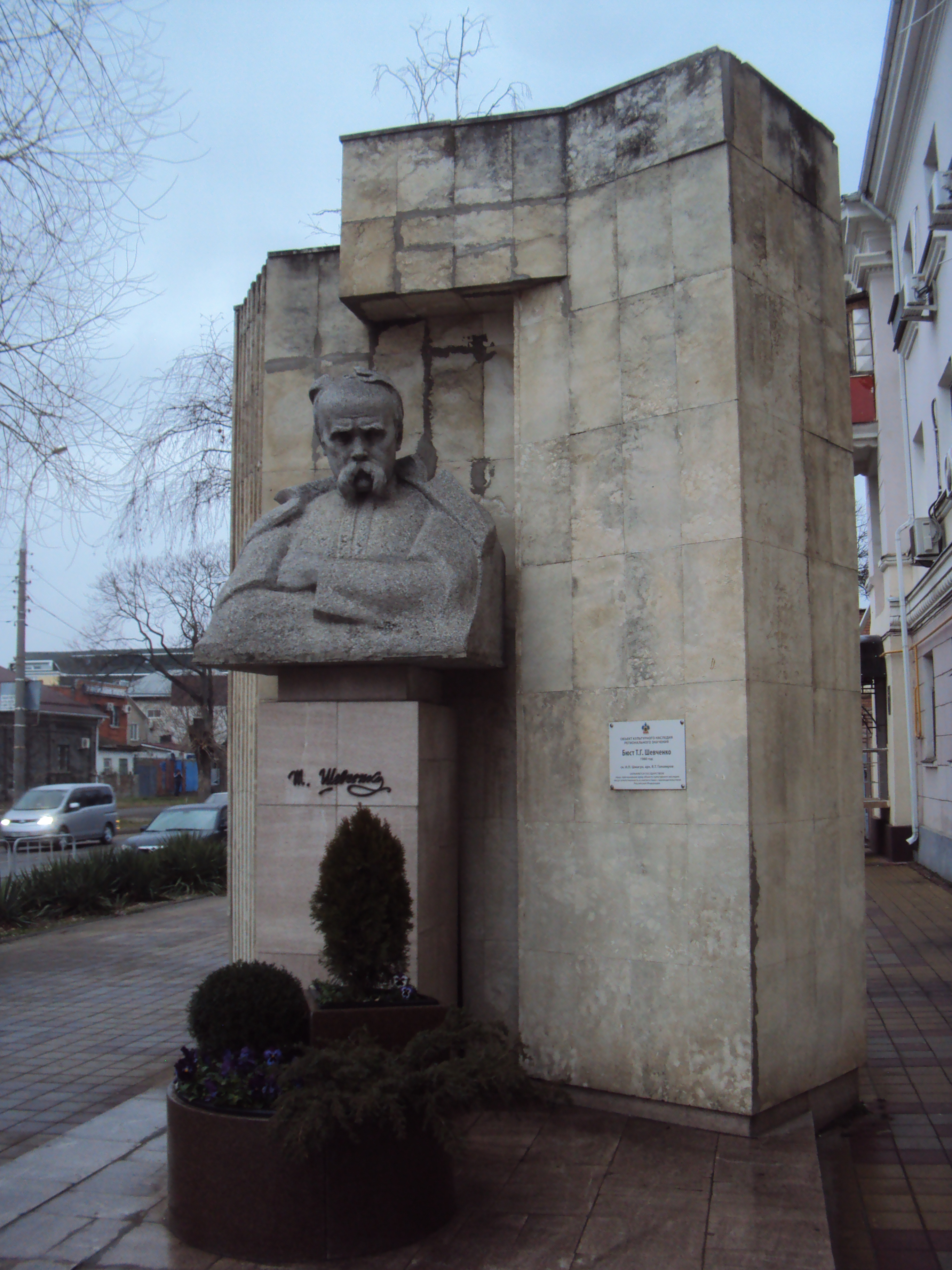
Погруддя Тараса Шевченка
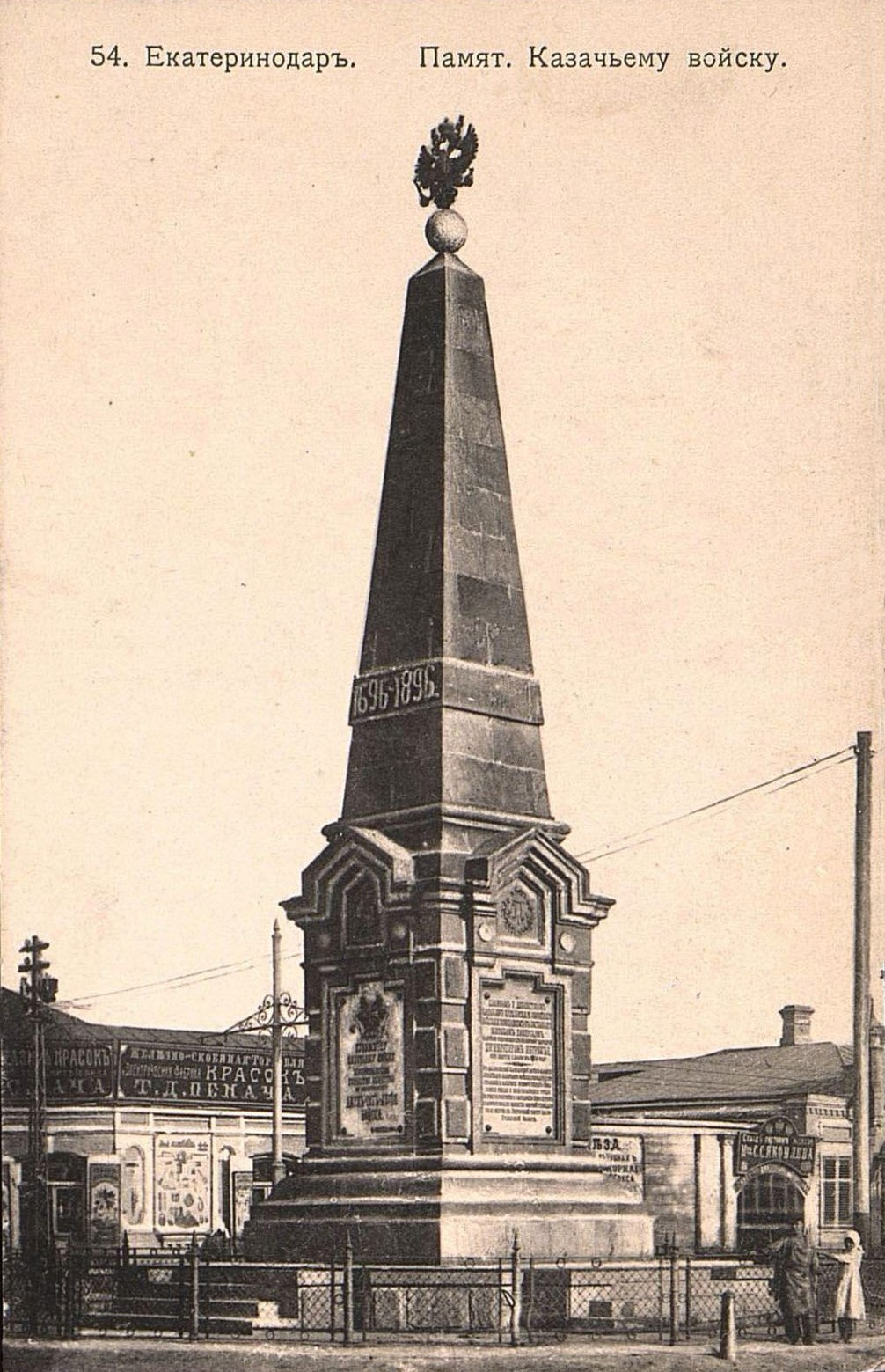
Знесений обеліск на честь «200-річчя Кубанського козацького війська»
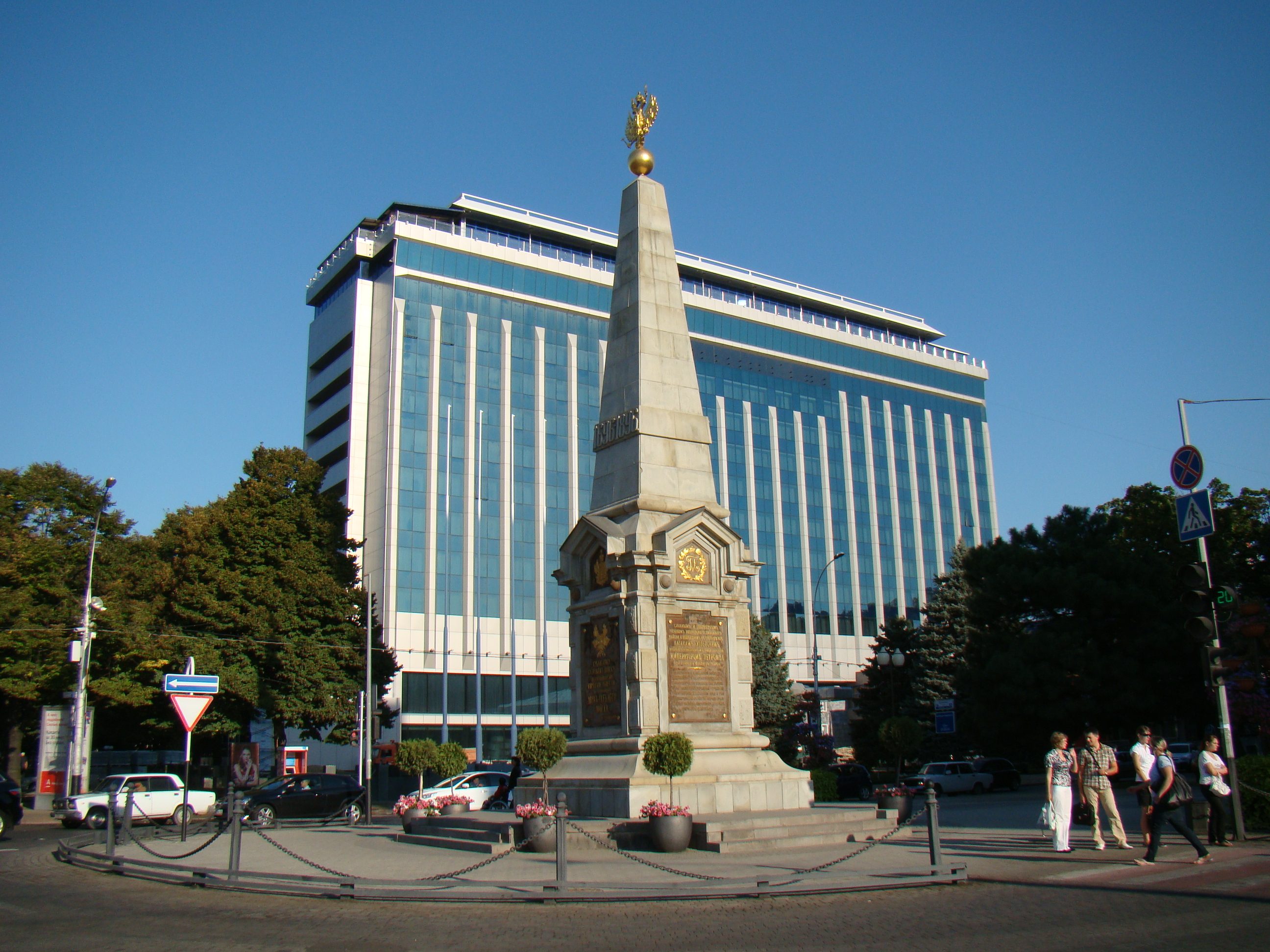
Відновлений на тому ж місці
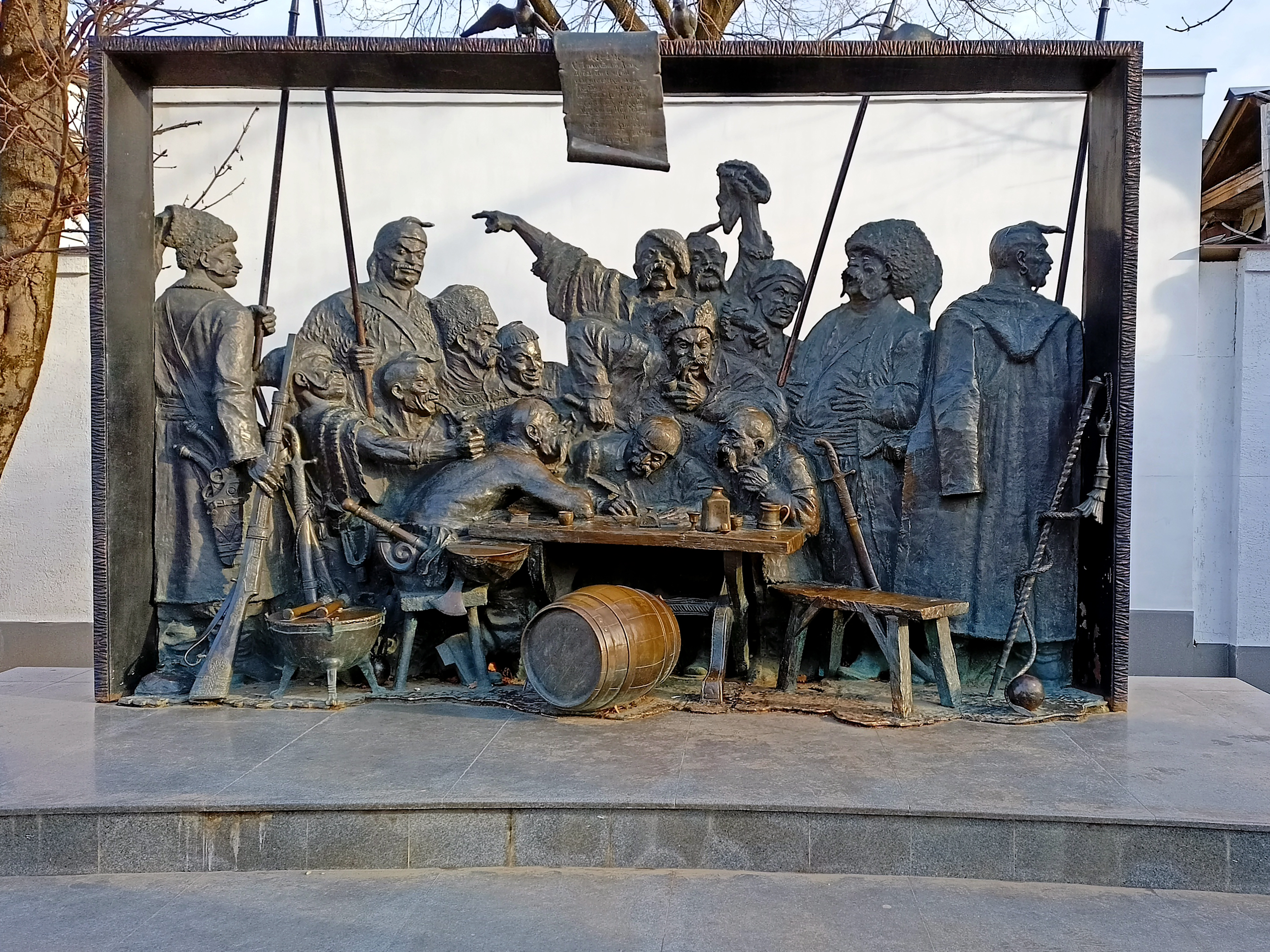
Скульптура «Запорожці» на вул. Красній